# راي سيلين
راي سيلين (بالفرنسية: Ray Cillien)‏ (26 يونيو 1939 – 22 سبتمبر 1991) هو ملاكم لوكسمبورغي راحل، مثّل بلاده في الألعاب الأولمبية الصيفية 1960.

## روابط خارجية
راي سيلين على موقع بوكس ريك (الإنجليزية) (registration required)
- راي سيلين على موقع أوليمبيديا (الإنجليزية)